# Kochać całym sercem
Kochać całym sercem – czwarty album zespołu Mega Dance wydany w sierpniu 2008 w firmie fonograficznej Hit'n'Hot. Płyta zawiera 19 premierowych utworów. Jest to płyta wydana po trzech latach przerwy.
W kwietniu 2009 roku wydano reedycję albumu, zawierającą remiksy wcześniej wydanych utworów oraz 5 teledysków do singli. 

## Lista utworów
1. "Kochać całym sercem"
2. "Noc dla nas"
3. "Może to jest ten hit"
4. "O miłości krótka historia"
5. "W tym parku"
6. "Krótka miłość"
7. "W dyskotece reaktywacja"
8. "Ta dziewczyna"
9. "Kto cię będzie kochał tak"
10. "Niewinna"
11. "Tak trudno"
12. "Chodź tu kotku"
13. "Tylko kochaj"
14. "Dni bez ciebie"
15. "Tobie te słowa śpiewam"
16. "Bawisz się"
17. "Coca cola"
18. "Wiem, że czujesz"
19. "Taki stan"